# میرنی (شهرستان کونوشسکی، استان آرخانگلسک)
میرنی (به لاتین: Mirny) یک منطقهٔ مسکونی در روسیه است که در استان آرخانگلسک واقع شده‌است.